# Mathias Normann
Mathias Antonsen Normann (* 28. Mai 1996 in Svolvær) ist ein norwegischer Fußballspieler, der von Januar 2019 bis August 2023 beim russischen Erstligisten FK Rostow unter Vertrag stand und mittlerweile in Saudi-Arabien für Al-Raed spielt. Der Mittelfeldspieler ist seit September 2019 norwegischer Nationalspieler.

## Karriere

### Verein

#### Anfänge
Der in Svolvær auf den Lofoten geborene Mathias Normann spielte in den Jugendmannschaften des Svolvær IL und dem FK Lofoten. Bei letzterem Verein wurde er während der Saison 2012 mit 16 Jahren in die erste Mannschaft befördert.

#### FK Bodø/Glimt
Am 1. Februar 2013 wechselte Normann zum Zweitligisten FK Bodø/Glimt, wo er der Jugendmannschaft zugewiesen wurde. Sein Debüt bestritt er am 24. April 2014 beim 5:0-Pokalsieg gegen Tverlandet G-98, als er in der 78. Spielminute für Yaya Sané eingewechselt wurde. Dies blieb sein einziger Einsatz für die Superlaget im Spieljahr 2014.
Um Spielpraxis im Herrenfußball zu sammeln, schloss er sich im Januar 2015 auf Leihbasis für die gesamte Saison 2015 dem unterklassigen Verein Alta IF an. Für den Verein aus Nordnorwegen spielte er regelmäßig im Mittelfeld und sammelte 16 Ligaeinsätze, in denen er zwei Tore erzielte. Im Dezember 2015 kehrte er wieder zum FK Bodø/Glimt zurück.
Beim FK Bodø/Glimt – Der Verein war inzwischen in die höchste norwegische Spielklasse aufgestiegen – etablierte er sich im Spieljahr 2016 als Stammspieler. Seine ersten beiden Tore gelangen ihm am 27. April 2016 beim 6:0-Pokalsieg gegen den Mo IL. Insgesamt absolvierte er in dieser Spielzeit 33 Pflichtspiele, in denen er drei Treffer erzielte. Als Tabellenvorletzter musste er mit seinem Verein jedoch den Abstieg in die Zweitklassigkeit hinnehmen.
Trotz des Abstiegs und dem Interesse mehrerer Erstligisten verblieb in der Saison 2017 Normann vorerst bei Glimt, da kein Verein auf die Ablöseforderungen des Vereins eingehen wollte. Normann äußerte seine Unzufriedenheit über den verweigerten Wechsel öffentlich, wurde aber zum Saisonstart dennoch regelmäßig eingesetzt. Aufgrund einer Leistenverletzung musste er ab Juni 2017 mehrere Wochen pausieren. Bis dorthin hatte er acht Saisonspiele für den FK Bodø/Glimt absolviert.

#### Brighton & Hove Albion und Molde FK
Am 20. Juli 2017 wechselte Mathias Normann für eine Ablösesumme in Höhe von 1,4 Millionen Euro zum englischen Erstligisten Brighton & Hove Albion, wo er einen Dreijahresvertrag unterzeichnete. Bereits rund einen Monat kehrte er auf Leihbasis nach Norwegen zurück, wo er sich bis zum Jahresende dem Erstligisten Molde FK anschloss. Sein Debüt bestritt er am 27. August beim 2:1-Pokalsieg gegen den Kristiansund BK, als er in der Halbzeitpause für Isak Ssewankambo eingewechselt wurde. Ihm gelang nicht der endgültige Sprung in die Startformation und er bestritt bis Saisonende acht Pflichtspiele.
Am 26. Januar 2018 verlängerte der Molde FK das Leihgeschäft bis Juli 2018. In dieser Saison 2018 entwickelte er sich als wichtiger Stammspieler unter Cheftrainer Ole Gunnar Solskjær. Am 7. Mai 2018 (8. Spieltag) erzielte er beim 2:2-Unentschieden gegen den Sarpsborg 08 FF sein erstes Tor für seinen Leihverein. Bis zu seiner Rückkehr absolvierte er zehn Ligaspiele, in denen ihm ein Treffer und drei Vorlagen gelangen.
Bei den Seagulls spielte er in der Saison 2018/19 nur in der U23. Bis zu seinem Wechsel im Januar 2019 absolvierte er 13 Pflichtspiele für die Reserve.

#### FK Rostow
Am 28. Januar 2019 wechselte Normann für eine Ablösesumme in Höhe von 1,7 Millionen Euro zum russischen Erstligisten FK Rostow. Am 3. März 2019 (18. Spieltag) debütierte er beim 1:1-Unentschieden gegen FK Jenissei Krasnojarsk und bereitete den Treffer seines neuen Vereins vor. Er etablierte sich rasch als Stammspieler und kam in der verbleibenden Spielzeit 2018/19 zu neun Einsätzen.
Seinen Status als wichtige Stammkraft behielt er auch in der Saison 2019/20 bei. Am 16. September 2019 (9. Spieltag) schoss er seine Mannschaft im Heimspiel gegen Achmat Grosny mit seinem ersten Ligator zum 2:1-Sieg.
Ende August 2021 heuerte Normann auf Leihbasis für die Saison 2021/22 beim englischen Erstligaaufsteiger Norwich City an, wobei zusätzlich die Option auf eine dauerhafte Verpflichtung im Anschluss vereinbart wurde.
Im September 2022 wurde er bis zum Ende der Saison 2022/23 an den Ligakonkurrenten FK Dynamo Moskau verliehen. Normann verließ Russland und somit seinen Leihverein so wie auch seinen Verein in Rostow, da er auf Grund der Drohnenangriffe in Moskau seine Sicherheit gefährdet sah. Der Verein in Moskau kündigte rechtliche Schritte an. Im Sommer 2023 wechselte er zu Al-Raed.

### Nationalmannschaft
Im Februar 2013 bestritt er zwei Länderspiele für die norwegische U17-Nationalmannschaft. Ein Jahr später kam er ein Mal für die U18 zum Einsatz. Im Oktober 2017 stand er in einem Spiel der U21 auf dem Spielfeld.
Im August 2019 wurde Mathias Normann im Rahmen anstehender Qualifikationsspiele für die Europameisterschaft 2021 erstmals von Cheftrainer Lars Lagerbäck erstmals für die norwegische A-Nationalmannschaft nominiert. Sein Debüt bestritt er am 5. September beim 2:0-Heimsieg gegen Malta, als er in der 76. Spielminute für Stefan Johansen eingewechselt wurde. In seinem zweiten Länderspiel gegen Rumänien am 15. Oktober 2019 bereitete er in der 92. Spielminute den Ausgleichstreffer von Alexander Sörloth vor.